# Guatacalca
Guatacalca es una localidad del municipio de Nacajuca ubicado en la subregión centro del estado mexicano de Tabasco.

## Geografía
La localidad de Guatacalca se sitúa en las coordenadas geográficas 18°10′01″N 92°58′41″O / 18.166944, -92.978056, a una elevación de 10 metros sobre el nivel del mar.

## Demografía
Según el Conteo de Población y Vivienda 2020, efectuado por el Instituto Nacional de Estadística y Geografía, la localidad de Guatacalca tiene 4,036 habitantes, de los cuales 2,035 son del sexo masculino y 2,001 del sexo femenino. Su tasa de fecundidad es de 2.34 hijos por mujer y tiene 989 viviendas particulares habitadas.
| Gráfica de evolución demográfica de Guatacalca entre 1900 y 2020 |
|                                                                  |
| INEGI.                                                           |